# Gorki (Sakhalín)
|  | Per a altres significats, vegeu «Gorki». |

Gorki (en rus: Горки) és un poble de l'óblast de Sakhalín, a Rússia, el 2013 tenia una població de 0 habitants. Pertany al districte municipal de Tímovskoie.